# Lista de artistas da RCA Records
A seguir uma lista com os artistas que assinaram com a RCA Records. O * significa que o artista não tem mais ligação com a gravadora.

## A
- A$AP Ferg
- A$AP Mob
- A$AP Rocky
- Aanysa
- Aaron Lines*
- Aaron Tippin (RCA Nashville)
- Adam Lambert* (19 Recordings/RCA)
- Akiko Wada (RCA Japan)
- Al Stewart*
- Alabama (RCA Nashville)
- Alan Walker
- Alcione*
- Alex Harvey*
- Alexandra Burke*
- Alicia Keys
- Allan Clarke*
- Amici Forever*
- Ana Carolina
- Andy Childs (RCA Nashville)
- Andy Griggs (RCA Nashville)
- Andy Kirk*
- Andy Scott*
- Anita Kerr Singers*
- Ann-Margret*
- Annie Lennox*
- Anthony Hamilton
- April Stevens*
- Aretha Franklin
- Argent*
- Artie Shaw*
- Autograph*
- Automatic Loveletter*
- Avery Wilson
- Avril Lavigne*
- Ayo Jay
- Aztec Two-Step*
- Andrea Faustini*

## B
- B. J. Arnau*
- Baillie & the Boys (RCA Nashville)
- Bardot*
- Barry Sadler*
- Becky G
- Belinda*
- Ben Haenow*
- Benny Goodman*
- Betty Who
- Bix Beiderbecke*
- Black Box*
- Black Rebel Motorcycle Club*
- Bo Bice*
- Bo Diddley*
- Bo Goanes*
- Bobby Bare*
- Bobby Pinson (RCA Nashville)
- Boney M.*
- Bonnie Tyler*
- Boston Symphony Orchestra*
- Bow Wow Wow*
- Boy Meets Girl*
- Boyd Tinsley*
- Brandy*
- Bridgit Mendler*
- Britney Spears
- Broadway Symphony Orchestra*
- Brockhampton
- Brooke Candy
- Browning Bryant*
- Bucks Fizz*
- Bullets and Octane*
- Budgie*
- Joséphine Baker*
- Razzy Bailey*
- Tunde Baiyewu*
- Jeff Bates (RCA Nashville)
- Sidney Bechet*
- Lou Bega*
- Harry Belafonte*
- Natasha Bedingfield (UK)
- Fred Beems (Holland)
- BC Jean*
- Bring Me The Horizon*

## C
- Casey James (19 Recordings)
- Catherine Britt* (RCA Nashville)
- Cave In*
- Charley Pride* (RCA Nashville)
- Charlie
- Charlie Wilson
- Chet Atkins (RCA Nashville)
- Chet Huntley and David Brinkley
- César Costa (RCA Victor) 1964-1967
- Chris Brown
- Chris Daughtry
- Christina Aguilera
- Circus of Power*
- Citizen Cope*
- Clannad
- Clay Aiken*
- Clay Walker* (RCA Nashville)
- Clint Black (RCA Nashville)
- Coko
- Common Market
- Connie Smith* (RCA Nashville)
- Cowboy Junkies*
- Crystal Shawanda* (RCA Nashville)
- Myron Cohen
- Perry Como
- Phil Coulter
- Floyd Cramer
- Cady Groves

## D
- D'Angelo
- Daryl Hall
- Daryl Hall & John Oates
- David Bowie
- David Cook
- The Darol Rice Silver Saxophones
- Dido
- Daughtry
- Danny Davis and the Nashville Brass
- Skeeter Davis* (RCA Nashville)
- Stephen Dees
- Diana DeGarmo
- Diana Ross*
- Diana Vickers
- Dottie West* (RCA Nashville)
- Dottsy*
- Don Redman
- Doug and the Slugs
- Duke Ellington

## E
- Earl Thomas Conley
- Eartha Kitt
- Ed Ames
- Eddie Fisher
- Eddie Rabbitt* (RCA Nashville)
- Eddy Arnold (RCA Nashville)
- Eddy Raven* (RCA Nashville)
- Eliana*
- Elle King
- Elvis Presley*
- Enchantment
- Enrique Iglesias
- Eoghan Quigg* (X Factor 08')
- Ethel Ennis
- Etta James
- Evanescence
- Eurythmics* (until 1989 in the US)
- Eve 6
- Evelyn "Champagne" King
- Exit*
- Kaye Etheridge (songwriter)
- Ricky Evans*
- Niki Evans
- Sara Evans (RCA Nashville)
- Leon Everette* (RCA Nashville)

## F
- Fairground Attraction
- Faith, Hope and Charity
- Fannie Flagg
- Fantasia
- Five Star
- Fletcher Henderson
- Foo Fighters (not full career, 2000–present)
- Lita Ford
- Forever More
- Foster & Lloyd* (RCA Nashville)
- Four Jacks and a Jill
- Foxes
- Sergio Franchi
- Eddie Fisher*
- Fumble*
- Five XI*
- Funeral Party

## G
- G-Eazy
- Dave Gardner
- Gale Garnett
- John Gary
- Keith Gattis* (songwriter)
- Gavin DeGraw
- Mark Germino
- Don Gibson
- Dizzy Gillespie
- Danny Gokey (RCA Nashville)
- Marty Gold
- George Hamilton IV
- Giorgio Moroder
- Glenn Yarbrough
- Robert Gordon
- Eydie Gorme
- Morton Gould
- Billy Graham
- David Gray (North America)
- Jack Green
- Lorne Greene
- Grey and Hanks
- Cady Groves
- Justin Guarini
- Grayson Hugh*("Blind To Reason")
- Guckenheimer Sour Kraut Band
- The Guess Who*
- Grand Prix*
- Ray Garnett*
- Gypsy

## H
- Hilary Duff
- Harry Nilsson*
- Helena Paparizou
- Lionel Hampton
- Shayne Harris* (RCA Australia)
- The Hardy Boys
- John Hatford
- Miku Hatsune
- Coleman Hawkins
- Jim Hawthorne*
- Robert Hazard
- Headstrong
- Heather Headley
- Imogen Heap
- Neal Hefti
- Hello Demons Meet Skeletons
- Helloween
- Henry Mancini*
- Nona Hendryx
- Mike Henderson* (RCA Nashville)
- Eddie Heywood
- Al Hirt
- Hoodoo Gurus*
- The Hoosiers
- Lena Horne
- Bruce Hornsby
- Hiroshi Uchiyamada and The Cool Five (RCA Japan)
- Hot Tuna
- Hotwire
- House of Lords
- Hues Corporation
- Hugo and Luigi
- Hum
- Human Drama*
- Hurts

## I
- Imus in the Morning
- innosense*
- Imogen Heap
- Isabella Cameron

## J
- Jack Jones
- James Galway
- Jamie Foxx
- Janet Devlin
- Jeanette MacDonald & Nelson Eddy
- Jefferson Airplane
- Jem
- Jennifer Hudson
- Jenny Lou Carson
- Jetstream
- Jim Ed Brown
- Jimmy Castor Bunch
- Jimmy Eat World
- JoBoxers
- Jo-El Sonnier* (RCA Nashville)
- John Denver*
- John Serry, Sr.
- Johnny Kendall & Heralds
- Josh Thompson (RCA Nashville)
- Esquivel
- Julie Andrews
- Justin Timberlake

## K
- Kasabian
- Kelly Clarkson* (Atlantic Records)
- Kenny Rogers* (RCA Nashville)
- Kesha
- Kevon Edmonds
- Kid Ink
- Kings of Leon
- Kings of the Sun
- Kodaline
- Krishna Das
- The Klowns
- Ben Kweller
- Kygo
- Kymakle (Unlimited Records/Full Effect Productions/Off Limit Productions)

## L
- Little Mix
- La Bouche
- Labrinth
- Lee DeWyze (19 Recordings/RCA)
- Miranda Lambert (RCA Nashville)
- Abbe Lane
- Cleo Laine
- Mario Lanza
- Harry Lauder
- Marc Lavoine* (RCA France)
- Steve Lawrence and Eydie Gorme
- Ray LaMontagne
- Lamont Cranston Band
- Le Roux
- Miles Lee
- Gary Lewis & The Playboys (songwriter)
- Lil' Chris
- The Limeliters
- Lit
- Liverpool Five
- Hank Locklin
- Eddie London* (RCA Nashville)
- Brice Long* (RCA Nashville)
- Longwave
- Norman Luboff
- Lauren Lucas* (RCA Nashville)

## M
- Madeline Bell
- Magic!
- Main Ingredient
- Make This Your Own
- Mark Ronson
- Martika
- Martin Garrix
- Matraca Berg (RCA Nashville)
- Matthew Fisher
- Matthew Koma
- Mercedes Sosa
- Mick Fleetwood
- Miley Cyrus*
- Miriam Makeba
- Little Peggy March
- Dave Matthews Band
- The MarshMallows
- Coley McCabe* (RCA Nashville)
- Pake McEntire* (RCA Nashville)
- Tim McGrath
- Don McLean
- Katharine McPhee*
- Me Phi Me*
- Michael Johnson* (RCA Nashville)
- Miguel
- Monica
- Glenn Miller
- Stephanie Mills
- Ronnie Milsap*
- Modern Talking
- Hugo Montenegro
- Benny Moré
- Jelly Roll Morton
- My Morning Jacket
- Gene Moss
- MØ
- Mr. Probz
- Mylo
- Mud after leaving RAK [also recorded for Private Stock]
- Mobb Deep* (Loud/RCA/BMG Records)
- Me-2-U

## N
- Natalie Imbruglia*
- Normani Kordei
- NSYNC* (RCA Records/Jive Records)
- Bob Nolan (Sons of the Pioneers)
- Nothing But Thieves

## O
- Odetta
- Jamie O'Hara* (RCA Nashville)
- Opafire* (featuring Zachary Norman E.)
- On Call
- Robert Ellis Orrall* (RCA Nashville)
- The Osborn Sisters* (RCA Nashville)
- K.T. Oslin* (RCA Nashville)
- Out Of My Hair*

## P
- Paul Anka
- Paul Kantner
- Paul Overstreet* (RCA Nashville)
- Pentatonix
- Perez Prado
- Perla*
- Pop Will Eat Itself
- Dolly Parton* (RCA Nashville)
- Rita Pavone
- Stu Phillips
- John Pierce* (RCA Nashville)
- Landon Pigg
- Pink
- Pitbull
- Buster Poindexter
- The Pointer Sisters
- Iggy Pop
- Priestess
- Prince Royce
- Tito Puente
- Pure Prairie League

## Q
- Eoghan Quigg (X Factor 08')

## R
- R. City
- R. Kelly
- Rachael Yamagata
- Ramrods*
- Ray Gun and the Adjitators
- Jerry Reed* (RCA Nashville)
- Lou Reed
- Jim Reeves* (RCA Nashville)
- Restless Heart* (RCA Nashville)
- Rodney Dangerfield
- Rick Astley*
- Rick Ely
- Rick Springfield
- George Russell
- Clodagh Rodgers*
- Joe Reisman*

## S
- Sad Cafe*
- Sam Cooke*
- Sammy Kershaw*
- Sandi Thom*
- Say Anything*
- Scary Kids Scaring Kids*
- Scatman John*
- Scorpions*
- Neil Sedaka*
- Shenandoah* (RCA Nashville)
- Shakira
- Dinah Shore*
- Sia
- Nina Simone*
- Nancy Sinatra*
- Ska-P*
- Skrape*
- Slade*
- Hank Snow*
- Son Of A Gun*
- Sonny Rollins*
- Spike Jones*
- SR-71*
- Starland Vocal Band*
- Stellastarr*
- Steve Vaus* (RCA Nashville)
- Sugababes*
- SugaRush Beat Company*
- Sweet*
- SWV*
- Sylvia* (RCA Nashville)
- Sylvia McNeill*
- Sylvie Vartan*

## T
- Taco
- Tane Cain
- Test Your Reflex
- The Ames Brothers
- The Angels
- The Archies (Calendar/Kirshner/RCA)
- The Belafonte Folk Singers
- The Bongos
- The Browns
- The Chieftains
- The Chipmunks*
- The Cooper Temple Clause
- The Del Fuegos
- The Equals
- The Fixx
- The Flame
- The Friends of Distinction
- The Judds
- The Kids from "Fame"
- The Kills
- The Kimberlys
- The Kinks
- The Monkees (Colgems/RCA)
- The Oak Ridge Boys* (RCA Nashville)
- The Strokes
- The Thompson Brothers Band (RCA Nashville)
- The Tidbits (RCA Singapole)
- The Tokens
- The Tymes
- The Vinyl Junkies*
- The Youngbloods
- The Wedding Present
- The Womenfolk
- The Wrights (Alan's Country Records/RCA)
- Thyz Ynown 2016
- Tommy Dorsey*
- Tove Styrke
- Tracy Byrd* (RCA Nashville)
- Triceratops
- Tate McRae
- Tú
- Ty England* (RCA Nashville)
- Tyler Collins
- T-Pain

## U
- Usher

## V
- Van Morrison
- Vangelis*
- Velvet Revolver*

## W
- Wanessa (RCA Brazil/Sony Music)
- Walk the Moon
- Waylon Jennings
- Westlife
- Wu-Tang Clan* (Loud/RCA/BMG Records)
- Porter Wagoner* (RCA Nashville)
- Fats Waller
- Westworld*
- Lari White* (RCA Nashville)
- Whitney Houston*
- Keith Whitley* (RCA Nashville)
- Roger Whittaker
- Wild Orchid
- Hugo Winterhaler
- Wilson Simonal* (RCA Victor)

## X
- Xzibit

## Y
- Young and Divine

## Z
- Zager and Evans
- ZZ Top
- Zayn Malik

## 2
- 2AM Club

## 3
- 3 of Hearts (RCA Nashville)